# Sione's Wedding
Sione's Wedding (también comercializada fuera de Nueva Zelanda como Samoan Wedding) es una película de comedia neozelandesa de 2006 dirigida por Chris Graham y escrita por James Griffin y Oscar Kightley, y producida por South Pacific Pictures.

## Reparto
- Oscar Kightley como Alberto
- Shimpal Lelisi como Sefa
- Robbie Magasiva como Michael
- Iaheto Ah Hi como Stanley
- David Fane como Paul
- Pua Magasiva como Sione
- Nathaniel Lees como Ministro
- David Van Horn como Derek
- Teuila Blakely como Leilani
- John Tui como Tavita
- Madeleine Sami como Tania
- Maryjane McKibbin-Schwenke como Princess
- Victoria Schmidt como Aaliyah
- Mario Gaoa como Eugene

## Estreno
La película fue estrenada en Nueva Zelanda el 30 de marzo de 2006.

## Secuela
En marzo de 2011, se confirmó que pronto comenzaría el rodaje de una secuela, titulada: Sione's 2: Unfinished Business, que se estrenaría en enero de 2012. La película fue escrita por James Griffin y Oscar Kightley y puede tratar el tema de la muerte.

## Caso de violación de derechos de autor
La película también es conocida por un caso judicial de alto perfil por violación de la ley de derechos de autor. Un empleado de una empresa de postproducción fue declarado culpable y condenado a 300 horas de servicio comunitario. El productor de cine John Barnett estima que la película perdió 500.000 dólares en recaudación de taquilla y ventas de DVD.